# Stick-Up!
| Recensione | Giudizio |
| ---------- | -------- |
| AllMusic   |          |

Stick-Up! è un album del vibrafonista e marimbista jazz statunitense Bobby Hutcherson, pubblicato dalla Blue Note Records nel febbraio del 1968 .

## Tracce
LP (1968, Blue Note Records, BLP 4244/BST 84244)
Lato A
Musiche di Bobby Hutcherson, eccetto dove indicato.
1. Una muy bonita – 6:25 (musica: Ornette Coleman)
2. 8/4 Beat – 6:55
3. Summer Nights – 6:55

Lato B
Musiche di Bobby Hutcherson.
1. Black Circle – 7:00
2. Verse – 9:25
3. Blues and Matter – 3:30

## Formazione
- Bobby Hutcherson – vibrafono
- Joe Henderson – sassofono tenore
- McCoy Tyner – pianoforte
- Herbie Lewis – contrabbasso
- Billy Higgins – batteria

### Produzione
- Alfred Lion – produzione
- Registrazioni effettuate al Van Gelder Studio di Englewood Cliffs, N.J., 14 luglio 1966
- Rudy Van Gelder – ingegnere delle registrazioni
- Reid Miles – design copertina album originale
- Francis Wolff – foto copertina album originale
- Leonard Feather – note retrocopertina album originale [4]